# 臺北市大專院校列表
臺北市公私立大學列表表列出位於臺北市內的各公私立大學。

## 依照類型分類

### 公立大專院校
- 國立臺灣大學 32,233名學生
- 國立政治大學 15,198名學生
- 國立臺灣師範大學 14,727名學生
- 國立臺北商業大學 11,435名學生
- 國立臺北科技大學 9,847名學生
- 國立臺灣科技大學 9,201名學生
- 國立臺北教育大學 5,384名學生
- 臺北市立大學 6,109名學生
- 國立臺北藝術大學 1,974名學生
- 國立臺灣戲曲學院 319名學生
- 國立臺北護理健康大學 5,275學生
- 國防大學（復興崗校區）
- 國防醫學大學：原國防醫學院（2000年併入國防大學，2006年又從國防大學中分出，2025年8月1日更名為國防醫學大學。）
- 臺灣警察專科學校

### 私立大專院校
- 東吳大學 15,690名學生
- 銘傳大學 18,471名學生
- 實踐大學 14,883名學生
- 世新大學 11,070名學生
- 淡江大學（臺北校園）
- 大同大學 4,772名學生
- 康寧大學（臺北校區）
- 中國文化大學 26,612名學生
- 臺北醫學大學 5,967名學生
- 中國科技大學 12,156名學生
- 中華科技大學 7,775名學生
- 臺北城市科技大學 8,856名學生
- 德明財經科技大學 7,274名學生
- 台北海洋科技大學（士林校區）
- 基督教台灣浸會神學院

## 依照行政區分類

### 中正區
- 國立臺灣大學（醫學院校區、徐州路校區、水源校區）
- 臺北市立大學（博愛校區）
- 東吳大學（城中校區）
- 國立臺北商業大學（臺北校區）
- 中國文化大學（城區部大新館）

### 大同區
（境內無大專院校）

### 中山區
- 國立臺北大學（臺北校區、建國校區）
- 實踐大學（臺北校區）
- 大同大學

### 大安區
- 國立臺灣大學（校總區）
- 國立臺灣師範大學（校總區：本部校區、圖書館校區）
- 國立臺灣科技大學（校本部）
- 國立臺北科技大學
- 國立臺北教育大學
- 中國文化大學（城區部大夏館）
- 淡江大學（臺北校園）
- 輔仁大學（城區部）

### 萬華區
- 國立臺北護理健康大學（城區部）

### 松山區
（境內無大專院校）

### 信義區
- 臺北醫學大學
- 基督教台灣浸會神學院

### 士林區
- 臺北市立大學（天母校區）
- 東吳大學（外雙溪校區）
- 銘傳大學（臺北校區）
- 中國文化大學（校本部）
- 台北海洋科技大學（士林校區）

### 北投區
- 國立臺北藝術大學
- 國立陽明交通大學 (陽明校區)
- 國立臺北護理健康大學（校本部）
- 國防大學（復興崗校區）
- 臺北城市科技大學
- 馬偕醫護管理專科學校（關渡校區）

### 內湖區
- 國立臺灣戲曲學院（內湖校區）
- 國防醫學大學
- 德明財經科技大學
- 康寧大學（臺北校區）

### 南港區
- 中華科技大學（臺北校區）

### 文山區
- 國立政治大學（校本部）
- 國立臺灣師範大學（公館校區）
- 國立臺灣戲曲學院（木柵校區）
- 臺灣警察專科學校
- 世新大學
- 中國科技大學（臺北校區）